# Ed Bauer
Eduard Wilhelm (Ed) Bauer (Den Haag, 23 februari 1929 – Amsterdam, 12 augustus 2004) was een Nederlandse acteur. In de jaren zeventig was hij verbonden aan het Amstel Toneel van Riny Blaaser. Hij speelde in talloze jeugdvoorstellingen onder regie van Cees Pijpers.

## Theater
- Beestenspel
- Krokewit, het mannetje van Stavoren
- De reis naar Bombola
- Alle vogels vliegen
- Het land van verbeelding
- Het najaar van de heksen

## Televisie
- De Fuik - Ordonnans (afl. In verband met, 1963)
- Stiefbeen en zoon - Flatbewoner (afl. Piano Ping Pong, 1963)
- Eerste man! - (afl. Haring en brood, 1968)
- Oebele - Nieuwneus - (afl. Oebele!!!, 1969)
- Kamer 17 - Minnaar van mevrouw Van Hoorn (afl. Het zit niet iedereen mee, 1974)
- Vreemde praktijken - Ober (afl. Papieren bruiloft, 1989)
- The Diamond Brothers - Mr. Marvano (2 afleveringen, 1991)
- Niemand de deur uit! - Oude man (afl. Voor wat hoort wat, 1993)
- Goede tijden, slechte tijden - Charles de Koning (1990, 1993)
- Charlotte Sophie Bentinck (1996) - Van Wassenaer
- Baantjer - Gualtiero Muratore/Walter Metselaar (afl. De Cock en de moord onder nul, 1997)
- Toen Tom hoorde dat hij dood was (1998) - Tom Werf

## Film
- Flodder (1986) - Bewoner Zonnedael
- Trouble in Paradise (1989) - Chef de cuisine
- Belle van Zuylen - Madame de Charrière (1993) - Pierre Alexandre DuPeyrou